# Gruiu (Ilfov)

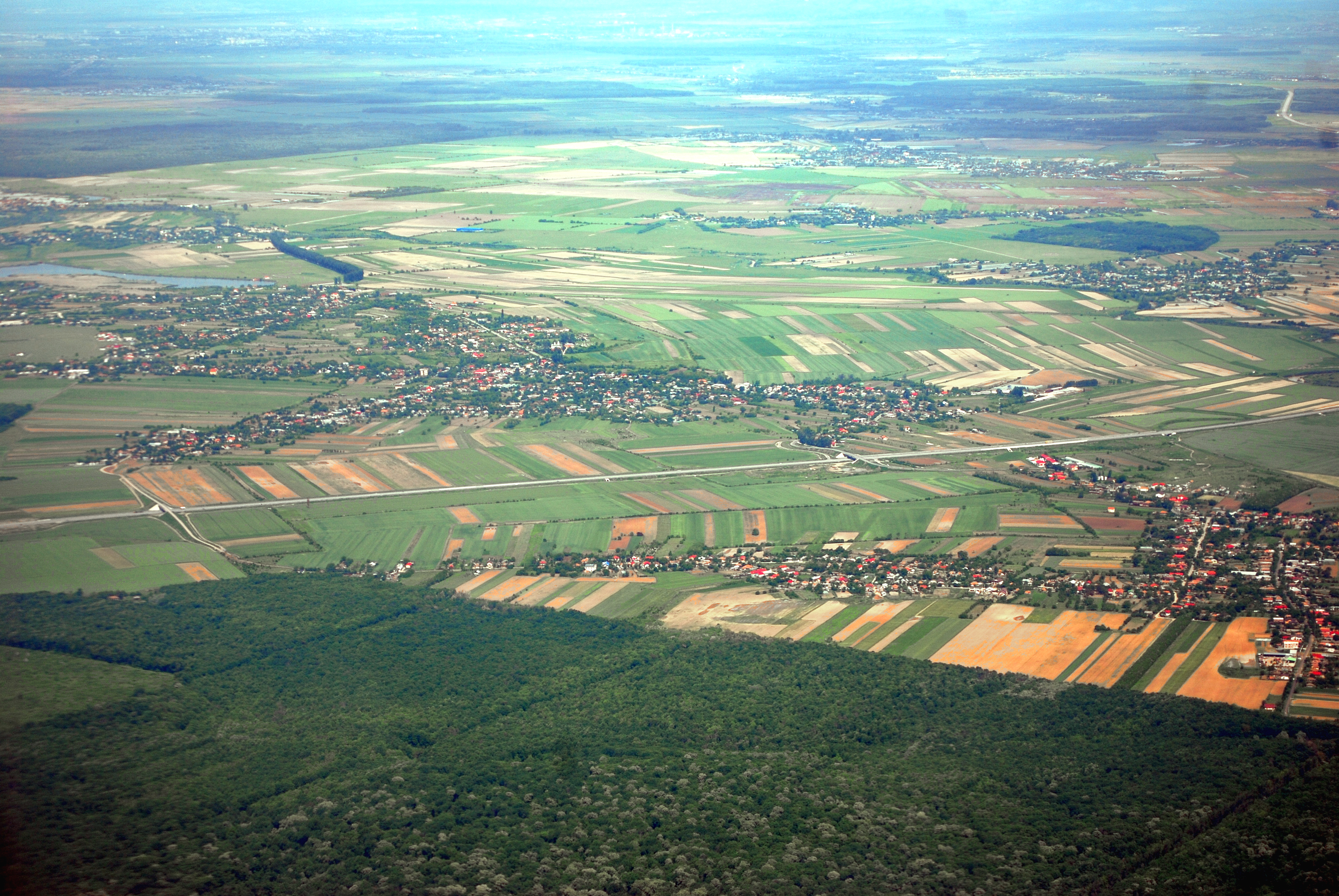

Gruiu is een gemeente in het Roemeense district Ilfov en ligt in de regio Muntenië in het zuidoosten van Roemenië. De gemeente telt 6541 inwoners (2005).

## Geografie
De oppervlakte van Gruiu bedraagt 62 km², de bevolkingsdichtheid is 106 inwoners per km².
De gemeente bestaat uit de volgende dorpen: Gruiu, Lipia, Șanțu, Florești, Siliștea Snagovului.

## Politiek
De burgemeester van Gruiu is Ion Samoila (PNL).